# Première Division 2023-2024 (Togo)
La Première Division 2023-2024 è stata la 59ª edizione della massima divisione del campionato togolese di calcio. Il campionato è iniziato il 21 ottobre 2023 ed è terminato il 7 luglio 2024.
L'ASKO Kara era la squadra campione in carica, avendo vinto il suo ottavo titolo nazionale nella stagione precedente, e si è riconfermato anche per la stagione 2023-2024.

## Stagione

### Novità
Al termine della scorsa stagione sono state retrocesse in seconda divisione Anges de Notsè e Sara Sport, ultime due classificate del campionato. Al loro posto sono state promosse Doumbé e Gbikinti de Bassar, prime due classificate della seconda divisione.

### Formula
Le 16 squadre partecipanti giocano un girone all'italiana con partite di andata e ritorno, per un totale di 30 giornate. Al termine della stagione, la prima classificata è campione del Togo e si qualifica per la CAF Champions League 2024-2025, mentre la seconda classificata si qualifica per la Coppa della Confederazione CAF 2024-2025. Le ultime quattro classificate vengono invece retrocesse in seconda divisione.

## Squadre partecipanti
| Squadra             | Città          | Stagione precedente      |
| ------------------- | -------------- | ------------------------ |
| ASKO Kara           | Kara           | Campione del Togo        |
| Barracuda           | Lomé           | 12° in Première Division |
| Binah               | Kara           | 7° in Première Division  |
| Doumbé              | Sansanné-Mango | Seconda Divisione        |
| Dynamic Togolais    | Lomé           | 3° in Première Division  |
| Entente II          | Lomé           | 13° in Première Division |
| Espoir de Tsévié    | Lomé           | 9° in Première Division  |
| Gbikinti de Bassar  | Bassar         | Seconda Divisione        |
| Gbohloé-su des Lacs | Aného          | 4° in Première Division  |
| Gomido              | Kpalimé        | 11° in Première Division |
| Kakadlé             | Kara           | 14° in Première Division |
| Kara                | Kara           | 2° in Première Division  |
| OTR                 | Lomé           | 5° in Première Division  |
| Semassi             | Sokodé         | 6° in Première Division  |
| Tambo               | Lomé           | 8° in Première Division  |
| Unisport            | Sokodé         | 10° in Première Division |

## Classifica
|                 | Pos. | Squadra             | Pt | G  | V  | N  | P  | GF | GS | DR  |
| --------------- | ---- | ------------------- | -- | -- | -- | -- | -- | -- | -- | --- |
| Togo (bandiera) | 1.   | ASKO Kara           | 69 | 30 | 21 | 6  | 3  | 38 | 12 | +26 |
|                 | 2.   | ASC Kara            | 59 | 30 | 17 | 8  | 5  | 35 | 11 | +24 |
|                 | 3.   | Douanes Lomé        | 50 | 30 | 13 | 11 | 6  | 40 | 23 | +17 |
|                 | 4.   | Gomido              | 49 | 30 | 14 | 7  | 9  | 30 | 24 | +6  |
|                 | 5.   | Gbohloé-Su des Lacs | 48 | 30 | 12 | 12 | 6  | 32 | 22 | +10 |
|                 | 6.   | Entente II          | 43 | 30 | 10 | 13 | 7  | 33 | 26 | +7  |
|                 | 7.   | Barracuda           | 42 | 30 | 11 | 9  | 10 | 29 | 27 | +2  |
|                 | 8.   | Tambo               | 41 | 30 | 9  | 14 | 7  | 27 | 21 | +6  |
|                 | 9.   | Unisport            | 38 | 30 | 10 | 8  | 12 | 34 | 34 | 0   |
|                 | 10.  | Espoir de Tsévié    | 37 | 30 | 8  | 13 | 9  | 21 | 22 | -1  |
|                 | 11.  | Doumbé              | 36 | 30 | 9  | 9  | 12 | 32 | 42 | -10 |
|                 | 12.  | Binah               | 35 | 30 | 8  | 11 | 11 | 21 | 24 | -3  |
|                 | 13.  | Semassi             | 32 | 30 | 8  | 8  | 14 | 22 | 33 | -11 |
|                 | 14.  | Kakadlé             | 31 | 30 | 8  | 7  | 15 | 21 | 39 | -18 |
|                 | 15.  | Gbikinti de Bassar  | 20 | 30 | 4  | 8  | 18 | 17 | 40 | -23 |
|                 | 16.  | Dynamic Togolais    | 15 | 30 | 3  | 6  | 21 | 15 | 47 | -32 |

Legenda
      Campione del Togo e ammessa alla CAF Champions League 2024-2025.
      Ammessa alla Coppa della Confederazione CAF 2024-2025.
      Retrocessa in Seconda divisione 2024-2025.
Note:
Tre punti a vittoria, uno a pareggio, zero a sconfitta.